# Посьет, Константин Николаевич
Константи́н Никола́евич Посье́т (21 декабря 1819, Пернов (Пярну) — 26 апреля 1899, Санкт-Петербург) — русский флотоводец и мореплаватель, государственный деятель, генерал-адъютант (28.10.1866), министр путей сообщения Российской империи (10.07.1874—07.11.1888), адмирал (01.01.1882), член Государственного совета (1888—1899).

## Биография
Константин Николаевич Посьет (часто употребляются варианты Поссиет, Посье и другие) — потомок французского рода, переселившегося в Россию ещё при Петре I.
Родился 21 декабря 1819 года в Эстляндии на территории Российской Империи. Происходит из древнего рода французских дворян Посьет де Россье (Possiet de Rossier). Его прапрадед Пьер-Венсан (Петр Варфоломеевич, 1677—1756) был приглашён на русскую службу императором Петром I в 1710 году для разведения виноградников под Астраханью, где он прожил 30 лет с 1715 по 1745 гг., умер в Москве в преклонном возрасте. Отец — Николя (Николай Петрович), закончил Морской корпус в Санкт-Петербурге, был создателем и первым командиром финского флотского экипажа, скоропостижно скончался в 1830 году.
После смерти отца Константин Посьет поступил в Морской кадетский корпус, который окончил мичманом (1836); затем в чине лейтенанта флота выпущен из Офицерских Классов (1840). Участвуя в походе фрегата «Аврора» в Англию, Посьет получил задание от контр-адмирала Е. В. Путятина подготовить рапорт «О преобразовании русского артиллерийского учения на кораблях» (1844). С 1845 года применял «Новое учение» на корабле «Воля» Балтийского флота, а в 1846 году — на Черноморском флоте. В 1847 году вышла его книга «Артиллерийское учение», одобренная адмиралами Корниловым, Нахимовым и Лазаревым. В 1849 году Посьет выпустил книгу «Вооружение военных судов», за которую получил Демидовскую Премию Академии Наук. Применение в боевых действиях судов на Чёрном море «методик стрельбы Посьета» так способствовало успеху русской морской артиллерии у берегов Кавказа, что император Александр II наградил Посьета крестом «За покорение Кавказа». Кроме того, император и генерал-адмирал великий князь Константин Николаевич пожаловали Посьету по именному перстню с бриллиантами.

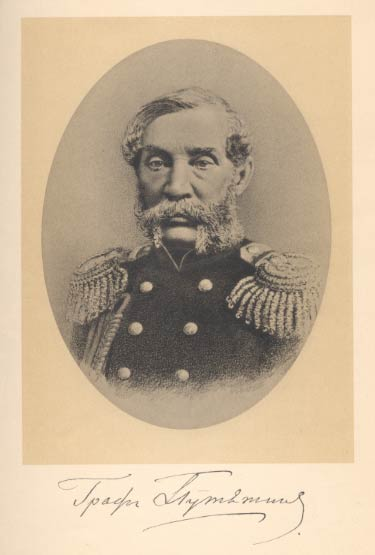
Е. В. Путятин

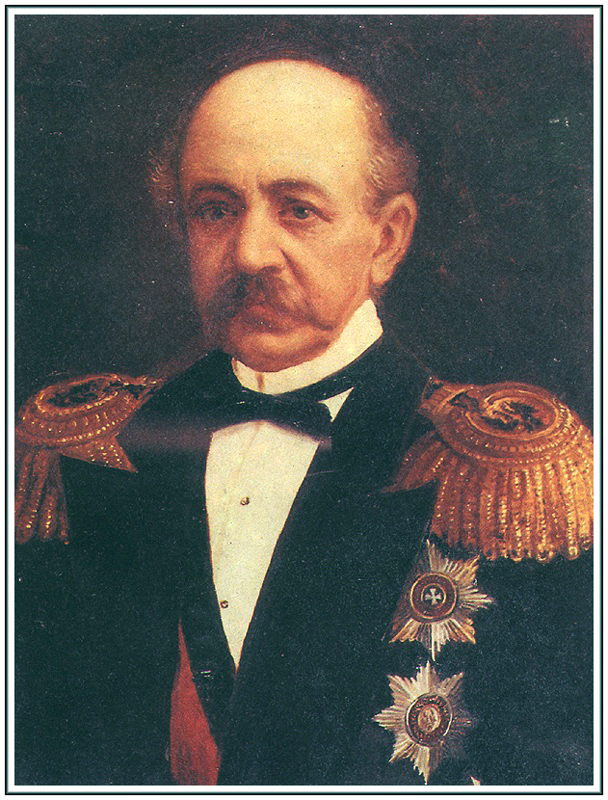
Командир фрегата «Паллада» И. С. Унковский

В 1852—1854 годах Посьет принимал участие в экспедиции вице-адмирала Е. В. Путятина на фрегате «Паллада» в качестве старшего офицера и переводчика документов Русско-Японского (Симодского) мирного договора. Для этой экспедиции Посьет в совершенстве овладел голландским и японским языками. Исторические хроники этого события описаны в романе русского писателя И. А. Гончарова, с которым у Посьета завязалась крепкая дружба (однако больше И. А. Гончаров в морские походы не ходил).

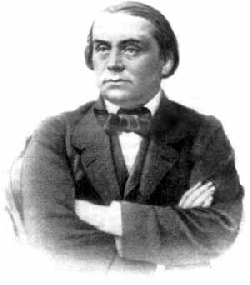
И. А. Гончаров

В 1855 году Посьету было присвоен чин капитан 1-го ранга, в 1856 году последовала командировка в Японию по делам Симодского договора. В 1860 году назначен флигель-адъютантом императора: введён в свиту Александра II. Исполнял обязанности начальника особого отряда яхт: «Забава», «Никса», «Волна», «Королева Виктория» и парохода «Онега» (1861—1863). Произведён 23 апреля 1861 года в контр-адмиралы, а 1 января 1868 года — в вице-адмиралы.
Высокое положение К. Н. Посьета не поколебала даже гибель фрегата «Александр Невский» в ночь с 12 на 13 сентября 1868 года в Ютландском проливе, случившаяся из-за необдуманного приказа Посьета как старшего на борту проходить опасный пролив в штормовую погоду под всеми парусами, в результате корабль боковым ветром выбросило на косу и разбило волнами, погибли 2 офицера и 3 нижних чина. Единственным наказанием для Посьета стал выговор в приказе.
В 1870 году назначен попечителем великого князя Алексея Александровича.
Под командованием Посьета и флагом великого князя отряд кораблей (корвет «Варяг», клипер «Жемчуг», шхуна «Секстан») в том же году отправился к русским портам на северных широтах и Новой Земле, где на ней впервые был поднят русский флаг. Далее отряд, посетив порты Норвегии и проведя официальные встречи, вернулся в Кронштадт. Позже, в одной из бухт на Новой Земле была организована спасательная станция — самая северная, названная «именем Посьета и его жены». По итогам плавания подготовил доклад на имя генерал-адмирала великого князя Константина Николаевича о необходимости создания постоянного формирования военного флота на северных морях для защиты российского рыболовства и морского промысла, однако по его реализации ничего сделано не было.

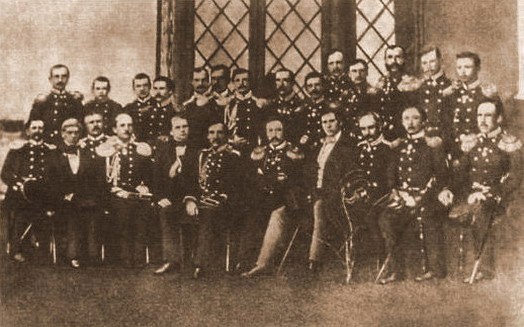
Офицеры фрегата «Паллада».

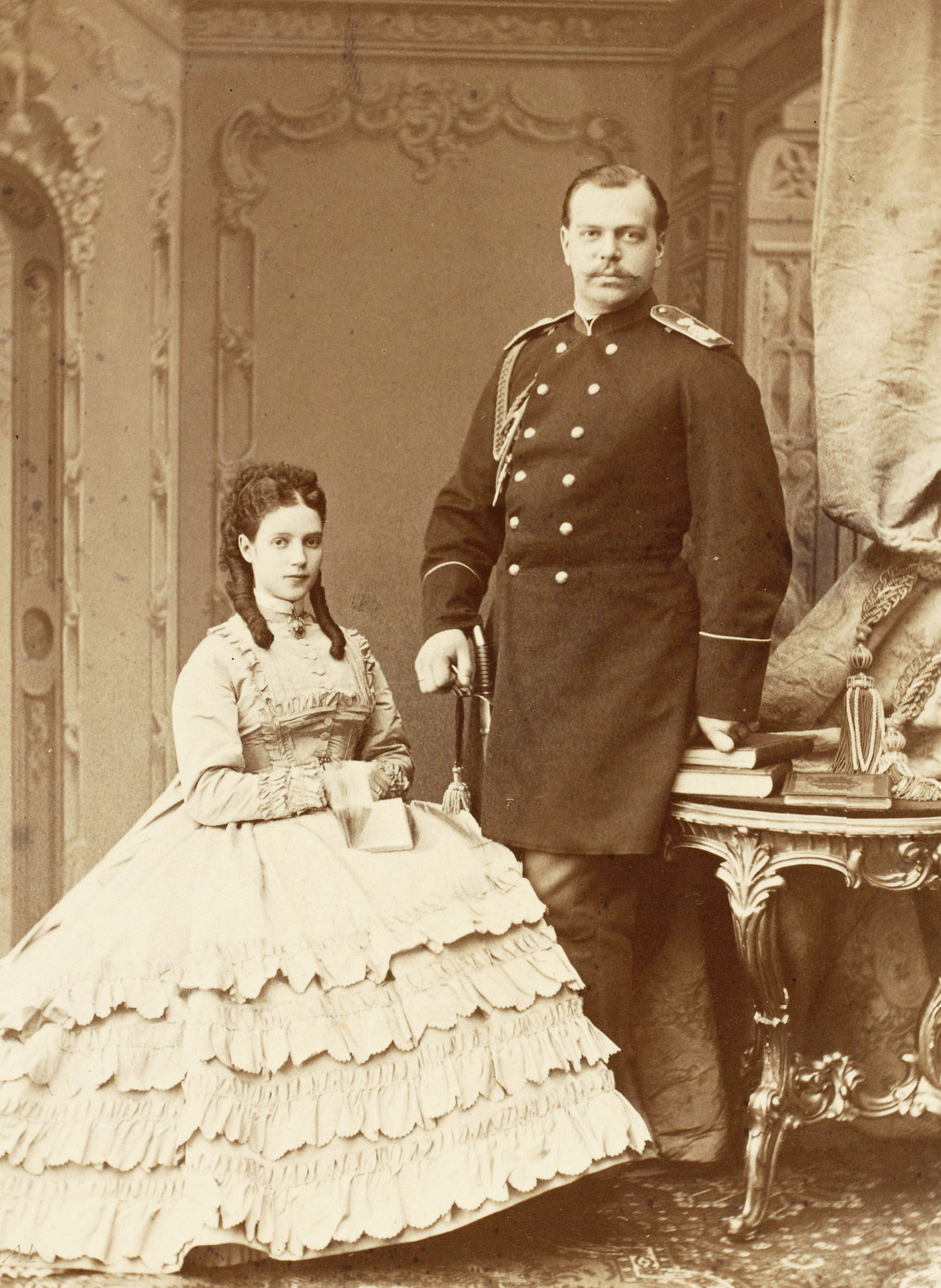
Наследник цесаревич Александр Александрович со своей супругой цесаревной и великой княгиней Марией Фёдоровной

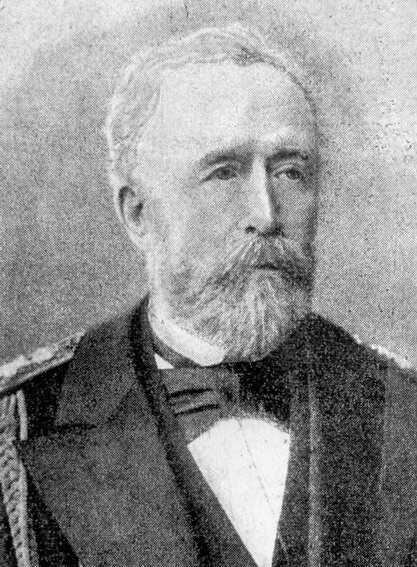
Константин Николаевич Посьет

В дальних плаваниях Посьет не только выполнял поручение императора — готовить Алексея Александровича в генерал-адмиралы русского Флота, что делал с «величайшим усердием»: великокняжеский гардемарин Алексей Романов — сын императора Александра II, — проходил без скидки на юный возраст все ступени флотского обучения от трюма до клотика: и драил палубу, и стоял на вахте ночью и днём, и был стажёром-дублёром на всех командных и исполнительских должностях. А кроме того, Алексей обучался и дипломатической работе. Ведь Посьет в своё время был помощником опытнейшего дипломата адмирала, члена Госсовета Е. В. Путятина. Вообще, миссия Посьета блестяще удалась. Тем более что попутно проводились гидрографические, навигационные, географические и этнографические работы. (Посьет впоследствии получил степень доктора экономических наук от Российской академии наук по диссертации о Русском Севере). Несмотря на то, что наставничество Посьета было отмечено высочайшими рескриптами и благоволениями, великий князь не проявил впоследствии в звании генерал-адмирала Русского Флота должного усердия и своими деяниями на благо отечества не украсил этого высокого звания.
Понимая опасности морских и речных плаваний, вице-адмирал Посьет основал Императорское Российское общество спасания на водах (1872) с Центральным советом в Санкт-Петербурге на Садовой улице, 50-б. Причём, он добился у руководства Русской православной церкви и Лютеранско-евангелической церкви в России разрешения на «кружечный сбор» пожертвований на ОСВОД в День Св. Николая Чудотворца (в XIX веке 9 мая). «Народные сборы», в которых участвовали и сам Посьет, и «царская фамилия», и министры двора, и простолюдины, дали баснословную по тем временам сумму — около миллиона рублей. На эти средства были построены здание правления и склада спасательных средств, часовни Святого Александра Невского в честь Александра II (архитектор П. Купинский), в которой был Синодик выдающихся жертвователей на ОСВОД, служил молебны Святой Иоанн Крондштадский. Часовня снесена в 1918 году советской властью. Аннулирован также Музей ОСВОДа, который был объектом туристско-экскурсионной работы всероссийского масштаба. Доходы от этой деятельности поступали вдовам и сиротам лиц, погибших при спасании. Примыкавшие к правлению ОСВОДа пруды Юсупова сада использовались летом и зимой для демонстрации приёмов спасания на воде (на льду) и содержания катков. Шефом ОСВОДа была вдовствующая императрица Мария Фёдоровна, а членский билет № 1 имел Николай II, почётными членами — греческая королева с королевичем Георгием и другие иностранные августейшие особы. К 25-летию ОСВОДа Посьету был пожалован орден Святого Андрея Первозванного.
Назначенный на должность министра путей сообщения в 1874 году, вице-адмирал Посьет проявил себя как рациональный новатор: он добился «попудной премии» для российских производителей железнодорожных рельсов; было построено более 10 тысяч вёрст железных дорог — более 1/3 общей протяжённости, утверждён первый общий устав Российских железных дорог (1885), Флаг Министерства путей сообщения (МПС) (1881); количество железнодорожных училищ возросло с 9 до 30. Посьет как член Государственного совета категорически протестовал против акционирования железных дорог, доказывая преимущество государственного МПС.
В 1882 году на Московско-Курской железной дороге, под Мценском, через неделю после инспекции министром Посьетом этой дороги, произошла крупная железнодорожная катастрофа в которой погибло около 200 человек.
По инициативе Посьета началось строительство Морского канала и Морского порта Санкт-Петербурга. Финский залив перестал иронично называться «Маркизовой лужей» («в честь» бывшего морского министра маркиза де Траверсе): Посьет собрал лучших инженеров-путейцев, организовав их на создание грандиозного гидротехнического сооружения, отныне делавшего Санкт-Петербург портом мирового значения. Это «чудо» появилось 16(27) мая 1885 года. Параллельно шла реконструкция транспортных каналов Мариинской судоходной системы, связывающей Петербург с внутренними морями — Ладожским и Онежским озёрами, Архангельском, Вологдой, Великим Новгородом, Старой Руссой. Обустроены каналы Александра III и императрицы Марии Фёдоровны (1883), и построены новые — Свирьский и Сясьский (1886), а вся система впоследствии сохранила название «Мариинская» — в честь императрицы. Кроме того, надо отметить открытые при Посьете судоходные каналы: Керчь-Еникальский (1876), Посьету разработка идеи и планы создания всех крупных портов России — как транспортных узлов, где бы успешно взаимодействовали гужевой (автомобильный), железнодорожный и морской (речной) виды транспорта, которая сейчас реализуется в известной мере. Как министр МПС, Посьет собирал «под знамёна МПС» лучших учёных того времени: гидротехники были руководимы С. В. Кербедзом, железнодорожниками руководили инженеры Ф. И. Энрольд и В. В. Салов, инженер-строитель М. Л. Фуфаевский. Принимал участие и выпускник Морского Корпуса Н. И. Путилов, впоследствии основавший «Путиловский завод» в Санкт-Петербурге.
Посьет, реконструировав порт Санкт-Петербурга, начал реконструкцию других крупных портов России: Либавского, Архангельского, Одесского и других. Параллельно велась прокладка железных дорог, связывавших Европейскую Россию с Уралом, а затем с Сибирью — отрабатывались «северный» и «южный» варианты. Посьет настоял на «южном» варианте: Самара — Уфа — Златоуст — Челябинск. Император Александр III подписал указ о строительстве «восьмого чуда света» — Транссибирской железной дороги — Транссиба. 8 сентября 1888 года первый поезд пришёл в Уфу, откуда открывался путь в Сибирь. Посьет гордился тем, что строительство Транссиба осуществлялось русскими инженерами и что на нём «от костыля до паровоза, всё изготовлено в России, из русских материалов».
Однако, качество постройки частных железных дорог было очень низким. 17 октября 1888 года на перегоне между станциями Тарановка и Борки, частной Курско-Харьковско-Азовской железной дороги, из-за плохого состояния железнодорожного пути и грубых нарушений в движении, потерпел крушение поезд императора Александра III, в котором министр МПС адмирал Посьет ехал в составе свиты сопровождения царя. Погиб 21 человек. Царская семья уцелела благодаря тому, что Александр III держал на руках крышу вагона, позволил всем выйти и оказаться в безопасности. Следствие по делу о крушении царского поезда было поручено авторитетному юристу А. Ф. Кони. Кони требовал судить правление акционерного общества, но тут вмешалась могущественная бюрократия, которая хотела скрыть грубейшие нарушения от общества. В результате никто не понёс ответственности. С. Ю. Витте единственный, кто открыто указывал на нарушения в движении царского поезда, занял ответственный пост в МПС, а потом стал председателем Комитета министров России, получил графский титул. Посьет же, будучи скомпрометированным, до окончания следствия, подал прошение об отставке, которую Александр III утвердил в 1888 году на четвёртый раз.
Итоги проделанной Посьетом работы колоссальны: строились Владикавказская, Екатерининская, Пермская, Полесские, Привисленские, Сызрано-Вяземская, Юго-Западные, Южные и другие железные дороги. Всего сеть российских железных дорог увеличилась более чем на 9000 км, утверждён Общий УСТАВ железных дорог, флаг Министерства путей сообщения (1885), создана сеть железнодорожных училищ, построены новые здания вокзалов, строилась Самаро-Златоустовская железная дорога — головной участок Транссиба. 8 сентября 1888 года первый поезд пришёл в Уфу, пройдя Златоуст и Челябинск.
В то же время, устроены новые каналы Очаковского бара, Керчь-Еникальского пролива (1876), Ново-Свирьский и Ново-Сясьский (1883), реконструированы каналы Сясьский, Свирский, открыт Морской Канал в Санкт-Петербурге (1885).
Россия отметила талант и усердие Посьета ещё при жизни: генерал-адъютант (1866), полный адмирал (1882), министр путей сообщения (1874—1888), член Государственного Совета (1888—1899). Личное дело Посьета (Государственный исторический Архив, Санкт-Петербург) имеет на каждой странице однообразные записи: «пожалован Всемилостивейшими рескриптами и Высочайшими благоволениями»; сколько кампаний служил на море, где, на каком судне, под чьей командою, или сам командиром судна, или эскадры; особые поручения сверх прямых обязанностей по высочайшим повелениям или от начальства; «подсудность, не подлежащая внесению в штрафную графу — отсутствует».
В 1859 г. Посьет служит в Гвардейском экипаже. Командует отрядом яхт (1861—1863). С 1869 г. член Комитета морских учебных заведений, с 1870 назначен попечителем великого князя Алексея Александровича, с которым совершил кругосветное путешествие (первый дружественный визит Русской эскадры в США), открыты острова Новой Земли, сделан заход на остров Мадагаскар, в Японию и Китай (1871—1873). В 1874—1888 — министр путей сообщения. В 1877 — почётный член Николаевской Морской академии, Морского технического комитета (1892). С 1879 Почётный член Российской Академии наук, доктор экономических наук (1879), член Государственного совета (1888). Умер в Санкт-Петербурге в 1899 году, в первой собственной квартире (Адмиралтейская наб.6 , где жил с 1895 г.). Квартира Посьета была своеобразной кают-компанией города, где бывали известные граждане Санкт-Петербурга; сам адмирал был почётным гражданином шести городов России.
Похоронен Посьет на Новодевичьем кладбище Санкт-Петербурга, где за 3 года до смерти заказал известному мастеру Ефимову тройное надгробие: себе, жене Розалии Ипполитовне (скончалась вслед за адмиралом) и сестре Эмили Николаевне, которая умерла ранее. Могила сохранилась до сегодняшнего дня. Адмирала Посьета отпевали сразу 2 священника — лютеранский и православный: на квартире, в Главном лютеранском соборе Св. Петра на Невском и в часовне Общества спасания на водах (Садовая 50-б), которую заложил Посьет и до последнего дня был председателем Российского и Петербургского советов Императорского Общества Спасания на Водах и был награждён Большой золотой медалью Общества. Похороны адмирала сопровождала процессия в несколько тысяч, в том числе, и приезжих из разных мест России, среди которых были представители царской фамилии, министры Двора, Морского гвардейского экипажа, генералы и адмиралы. За гробом несли флаг России, флаг МПС, Андреевский флаг и флаг ОСВОДа. Звучал троекратный салют.

## Память
Именем Посьета названы: остров в Карском море, залив, посёлок и порт на Дальнем Востоке, мыс в Карском море (берег Харитона Лаптева, мыс нанесён на карту в 1900 г. участниками Русской полярной экспедиции 1900—1903 гг.), улицы во Владивостоке и Тюмени. Дальневосточное морское пароходство имеет рефрижераторное судно «Посьет» (рыбоконсервный завод).
Северо-Западный морской клуб при Комитете ветеранов ВОВ каждый год проводит памятные встречи учащихся, моряков и железнодорожников на Новодевичьем кладбище у могилы адмирала, на других площадках Санкт-Петербурга, инициировали установку бюста Посьета по месту его жительства в городе морской славы. Почётный гражданин города Пернова (1886). Также почётный гражданин городов Вологды (1875), Вытегры (1875),Каргополя (1877), Новгорода (1887), Тюмени (1885).

## Семья
Был дважды женат:
- Первая жена — Елена Дмитриевна (Меньшикова), к моменту вступления в брак была вдвое младше своего супруга. Рано умерла, похоронена на Смоленском кладбище.
- Вторая жена — Розалия-Аннет Ипполитовна (Лан), родом из обрусевшей французской семьи (Lang). Для неё это также был второй брак (в первом — за князем Петром Николаевичем Максутовым).

Оба брака были бездетны.

## Награды

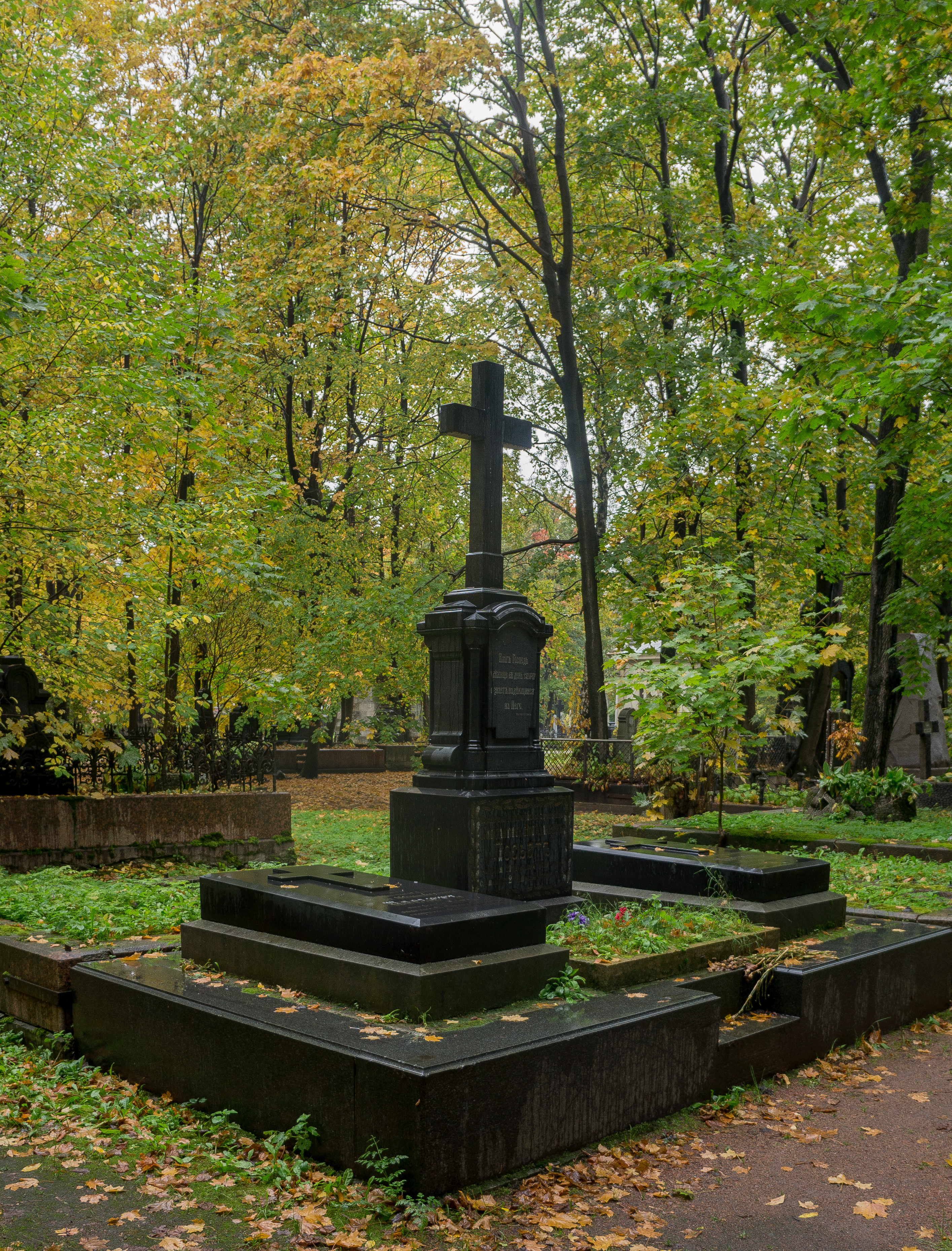
Могила К. Н. Посьета

- Орден Святой Анны 3-й степени (03.04.1846)
- Орден Святого Владимира 4-й степени (30.08.1855)
- Орден Святой Анны 2-й степени (25.03.1857)
- Орден Святого Владимира 3-й степени (17.04.1863)
- Орден Святого Станислава 1-й степени (30.08.1865)
- Орден Святой Анны 1-й степени с императорской короной (30.08.1869)
- Орден Святого Владимира 2-й степени (22.07.1873)
- Золотая табакерка с алмазами и портретом Его Императорского Величества (02.01.1875)
- Орден Белого орла (01.01.1877)
- Орден Святого Александра Невского (19.02.1880)
- Орден Святого Владимира 1-й степени (15.05.1883)[13]
- Бриллиантовые знаки к ордену Святого Александра Невского (23.12.1886)
- Орден Святого Андрея Первозванного (14.05.1896)
- Знак отличия беспорочной службы за XV лет (22.08.1854)
- Знак отличия беспорочной службы за XX лет (22.08.1858)
- Крест в память покорения Кавказа (07.11.1864)
- Знак отличия беспорочной службы за L лет (22.08.1888)
- бронзовая медаль «В память войны 1853—1856» на Андреевской ленте (1856)
- серебряная медаль «В память коронации Императора Николая II» (1896)
- бронзовая медаль «За труды по первой всеобщей переписи населения» (04.03.1897)

Иностранные:
- прусский орден Короны 2-й степени со звездой (1864)
- вюртембергский орден Фридриха 1-й степени со звездой (1864)
- гессенский орден Людвига со звездой (1864)
- португальский орден Башни и меча 2-й степени (1866)
- датский орден Данеброг, большой крест (1866)
- турецкий орден Меджидие 1-й степени (1868)
- греческий орден Спасителя 1-й степени (1868)
- бразильский орден Христа 1-й степени (1873)
- прусский орден Красного орла, большой крест (1879)
- персидский орден Льва и Солнца 1-й степени (1880)
- черногорский орден князя Даниила I 1-й степени (1880)
- японский орден Восходящего солнца 1-й степени (1881)

Почётный гражданин городов:
- Пернова (1886);
- Вологды (1875),
- Вытегры (1875),
- Каргополя (1877),
- Тюмени (1885),
- Новгорода (1887)[11].

## Посвящения Посьету
Александр III: «Будучи призваны руководить морским образованием любезнейшего брата Моего, Великого князя Алексея Александровича вы отменным выполнением этого важного поручения блистательно оправдали оказанное Вам Монаршее доверие».
От Морского ведомства «…дивимся Вашему бескорыстному служению долгу…»
От старших моряков и сверстников: «Вашими государственными заслугами не может не гордиться наш флот».
Императрица Мария Фёдоровна: «Лучшая для Вас отрада — помощь ближнему».
Министерство путей сообщения: «Вся протекшая деятельность Ваша есть самоотверженное исполнение долга».

## Цитаты
Я с детства изучал море, изучал, как плавать по нему. Россия с её разнообразными путями, водными и железнодорожными, представляется беспредельным океаном, и если мне удалось что-нибудь сделать для путей этого океана, то этим я обязан тем началам, которые воспринял воспитанием службою во флоте и которые научился применять везде.— Посьет Константин Николаевич (1819—1899)